# ジェイムズ・マクヘンリー

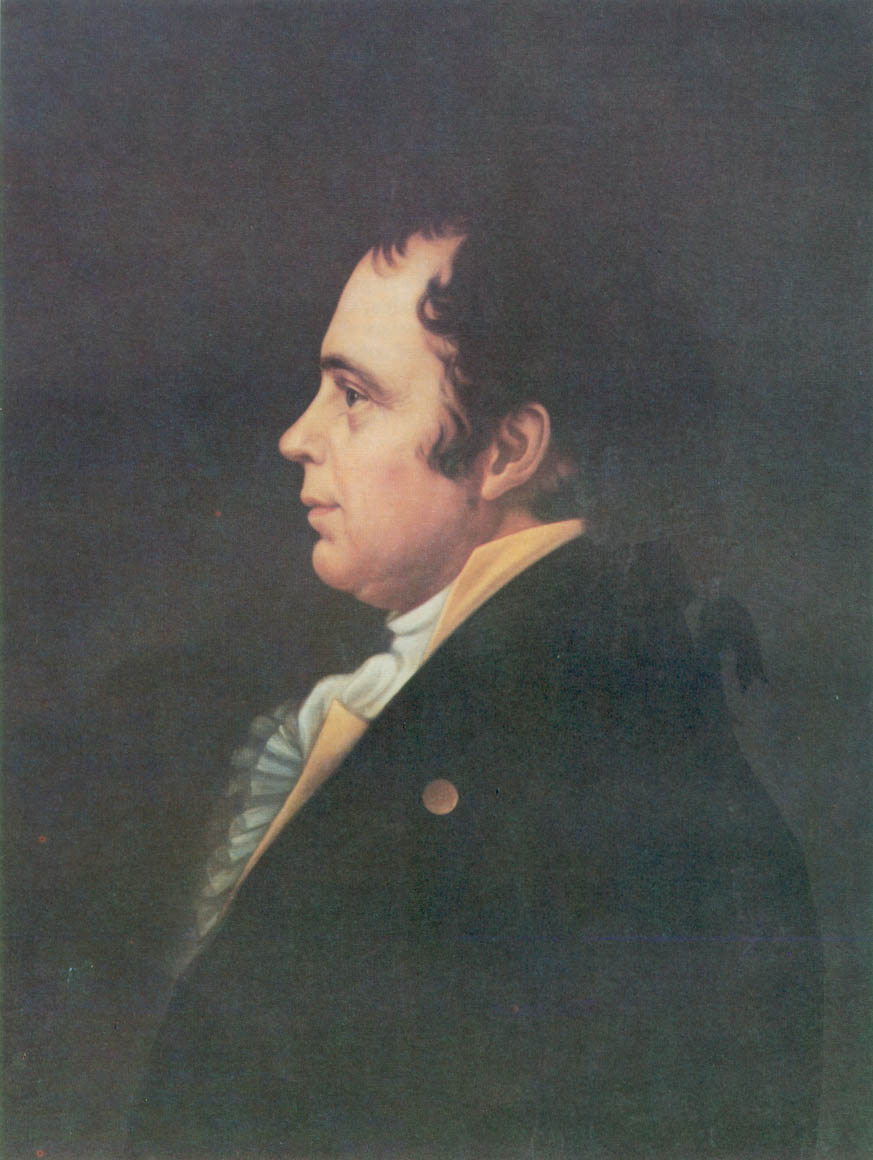
ジェイムズ・マクヘンリー

ジェイムズ・マクヘンリー（James McHenry, 1753年11月16日 - 1816年5月3日）は、アメリカ合衆国の政治家。メリーランド州代表として大陸会議に出席し、アメリカ合衆国憲法に署名を行った。また1796年から1800年までジョージ・ワシントン、ジョン・アダムズ両大統領の下で第3代アメリカ合衆国陸軍長官を務めた。

## 生い立ちと家族
1753年11月16日、マクヘンリーはアイルランド北東部アルスター地方のバリーメナにおいて、スコットランド系アイルランド人ダニエル・マクヘンリー (Daniel McHenry, 1725-????) の息子として生まれた。マクヘンリーはダブリンで古典教育を受け、1771年に家族とともに北アメリカ大陸のペンシルベニア植民地フィラデルフィアに移住した。マクヘンリーはデラウェア植民地のニューアーク・アカデミー（現在のデラウェア大学）で2年を過ごした後、1773年に弟のフランシス・D・マクヘンリー (Francis D. McHenry, 1768-1847) とともにボルチモアで貿易業を営み、成功を収めた。またマクヘンリーは医学を独学で勉強し、1775年に医師ベンジャミン・ラッシュの見習いとなるためにフィラデルフィアに戻った。マクヘンリーはラッシュの下で18世紀全般の医学の知識や技術を習得し、同時にラッシュから革命論者的な政治の教育も受けた。
1784年1月8日、マクヘンリーはメリーランド州ボルチモアにおいて、マーガレット・コルドウェル (Margaret Caldwell, 1757-????) と結婚した。2人に間には3人の子供が生まれた。

## 独立戦争
イギリスと北米植民地との間の関係が悪化し、1775年4月にニューイングランドでレキシントン・コンコードの戦いが始まると、マクヘンリーは反イギリスの立場を表明した。マクヘンリーはボストン包囲戦で大陸軍に志願して参加し、マサチューセッツ湾植民地ケンブリッジの軍隊病院で軍医補佐として働いた。
1775年12月、リチャード・モンゴメリー将軍率いる大陸軍がカナダのケベックの戦いで大敗すると、マクヘンリーは負傷者の治療のために設置されたニューヨーク植民地北部の軍隊病院の1つに軍医として赴くことを依頼された。だがマクヘンリーは赴任する直前に、追加的に必要となる医薬品を収集することを理由としてフィラデルフィアへ戻った。
1776年、フィラデルフィアに戻ったマクヘンリーは、ベンジャミン・ラッシュの推薦によりロバート・メガウ大佐の連隊で軍医に起用された。マクヘンリーはペンシルベニア第5大隊の正規隊員として再びフィラデルフィアを離れ、前線に赴いた。ペンシルベニア第5大隊は大陸軍の正規部隊としてニュージャージー植民地北部に配備され、ニューヨークと直接の連絡を取り合った。ペンシルベニア第5大隊はマンハッタン島北西端に大陸軍の前哨基地としてのワシントン要塞を建設する任務を割り当てられた。当初、大陸軍はワシントン要塞を拠点としてニューヨークを防衛し、ハドソン川へのイギリス軍の侵入を防衛する計画であった。そのためペンシルベニア第5連隊はワシントン要塞完成後も引き続きその防衛を任されたが、1776年8月にイギリス軍司令官ウィリアム・ハウに急襲を受け、同年11月16日にワシントン要塞を陥落させられた。マクヘンリーは約2000人の大陸軍兵士とともにイギリス軍に拘束された。その後マクヘンリーは病気の戦争捕虜を介護して数ヶ月を過ごした後、1777年に当時の戦争の慣例に従って釈放された。
1778年3月、マクヘンリーは再び大陸軍に参加し、大陸軍の野営地バレーフォージで1ヶ月だけ軍医を務めた。1778年5月、大陸軍総司令官ジョージ・ワシントンはマクヘンリーを参謀副書記官に任命した。マクヘンリーはワシントンの下でおよそ2年半を過ごした。その間、マクヘンリーはモンマスの戦い、スプリングフィールドの戦い、ニュージャージーの戦いに参加し、ヘンリー・ノックス、アレクサンダー・ハミルトン、ラファイエットらとともに、ワシントンに最も近しい「軍事ファミリー」の一員として挙げられるようになった
マクヘンリーはラファイエットと熱い生涯の友情を築いた。1780年秋、マクヘンリーはフランス人部隊に転属し、少佐として任務に当たった。マクヘンリーはラファイエットの側近として軍事活動に参加した。1780年冬、マクヘンリーは軽歩兵隊とともにバージニアへ赴き、ラファイエットの強行軍を支援した。

## 政治活動
1781年末、マクヘンリーは大陸軍を離れ、メリーランド邦で政界入りした。マクヘンリーは1781年6月にメリーランド邦上院議員に選任され、1794年まで同職を務めた。マクヘンリーはメリーランド邦議会において、連邦主義のあり方について議論した。マクヘンリーは1783年から1786年までメリーランド邦代表として大陸会議に参加した。また1787年、マクヘンリーはメリーランド邦代表としてフィラデルフィア憲法制定会議に参加した。マクヘンリーは会議で主要な役割を演じることはなかったが、強い中央政府の創設を支持した。
1796年1月、ジョージ・ワシントン大統領は独立戦争時のマクヘンリーの貢献を評価し、陸軍長官に任命した。マクヘンリーはワシントン大統領と、その後任ジョン・アダムズ大統領の下で合衆国陸軍の統轄を任された。マクヘンリーは陸軍長官に就任直後、西方に孤立していた駐屯地の部隊の改編に着手した。マクヘンリーは駐屯部隊の自由度を上げて効率的に活動できるようにし、フロンティアにおいてインディアンからの攻撃を防衛する戦闘部隊としての役割を与えた。1797年からは軍事的手続きの規則化に着手し、無秩序であった軍需品供給システムをおよそ2年をかけて制度化した。マクヘンリーは文民の長官であったが、軍事体制を自身の権威に従属させることに成功した。
合衆国議会では恒久的な軍隊の存在が多くの議論を引き起こしていたが、1798年にフランスとの戦争の可能性が高まると、マクヘンリーは「差し迫った脅威に対抗するために2万人の軍隊を設立するべき」という論調を支持した。常備軍反対派の人々はこの「臨時」の軍隊について、自由民の利益を侵害する駐留軍に他ならないと批判した。その一方でマクヘンリーと政治的あるいは軍事的に関係した人々は、この「臨時」の軍隊があくまで適切な手段であると擁護した。マクヘンリーは常備軍の設置に乗り気でない合衆国議会に対し「みなさんは合衆国をフランスに餌として捧げるつもりなのか」と警告し、議論を展開させた。そして議会は最終的に、新たに正規軍として12の連隊を創設することを承認した。マクヘンリーは大規模な軍隊組織の管理は未経験であったが、統制された職業軍隊の構築に果敢に取り組んだ。軍事の文民統制に関してはさまざまな議論を引き起こした。

## 晩年
フランスとの対立が1800年に終了すると、マクヘンリーは連邦党の方針についてジョン・アダムズと対立し、最終的に陸軍長官を辞任した。マクヘンリーはその後、メリーランド州の地所フェイエットヴィルに隠居した。マクヘンリーは忠実な連邦党員として、合衆国の米英戦争参戦に反対した。またマクヘンリーは地域問題に関心を持ち、1813年にはボルチモアの聖書協会で初代理事を務めた。
1816年5月3日、マクヘンリーはメリーランド州ボルチモアで死去した。マクヘンリーの遺体はボルチモア市内のウェストミンスター墓地に埋葬された。